# Лебедев, Лев Леонидович
Лев Леонидович Лебедев (род. 1925) — советский и российский инженер-электрик, специалист в области прикладной газовой динамики и разработки ядерных зарядов, ведущий научный сотрудник ВНИИТФ. Лауреат Государственной премии СССР (1978).

## Биография
Родился 27 июня 1925 года в городе Москве в рабочей семье.
До 1942 года учился в Московской средней школе. С 1942 года призван в ряды РККА и после прохождения обучения в резервном полку направлен в действующую армию, участник Великой Отечественной войны. С 1943 года в составе 6-й гвардейской воздушно-десантной дивизии, воевал на 2-м Украинском фронте, участвовал в боях не территории Украины, Молдавии, Румынии, Венгрии и Чехословакии. При освобождении города Будапешта он был тяжело ранен. Пройдя длительный курс лечения, он был демобилизован и вернулся в Москву. 
В 1951 году окончил Московский энергетический институт. С 1951 года работал в системе МСМ СССР. С 1951 по 1955 годы работал — техником, инженером и руководителем группы в КБ-11 в закрытом городе Арзамас-16.
С 1955 года направлен в закрытый город Челябинск-70 работал — заместителем начальника и с 1962 по 1990 годы — начальником Отдела газодинамической отработки ядерных зарядов (О-43), с 1971 года одновременно — старший научный сотрудник и секретарь Научно-технического совета, с 1990 по 2010 годы — ведущий научный сотрудник по систематизации и анализу накопленного экспериментального материала по газодинамической отработке ядерных зарядов Всероссийского научно-исследовательского института технической физики, научная деятельность Л. Л. Лебедева связана с исследованиями взрывных и высокоскоростных газодинамических процессов, разработкой и испытанием ядерных зарядов.

## Награды
- Орден Ленина (1971)
- Орден Отечественной войны I и II степени (1967, 1985)
- Медаль «За победу над Германией в Великой Отечественной войне 1941—1945 гг.»
- Медаль «Ветеран труда»
- Медаль ордена «За заслуги перед Отечеством» II степени (1996)

### Премии
- Государственная премия СССР (1978)